# 小池真理子 (歌手)
小池 真理子（こいけ まりこ）は、長野県出身の日本の歌手である。幼少時代、東京に移転する。音楽講師やエレクトーン・ピアノの演奏者として活動。
1996年、モントゴメリー大学卒業。大徳俊幸、中村善郎に師事する。
2008年から東京を中心にライブ活動を展開する。2010年からは関西でもライブを開始する。

## ディスコグラフィ

### アルバム
- BEWITCHED（2008年9月）
- SMILE（2012年2月）